# Série des pièces américaines de 1 dollar de l'innovation américaine
Les pièces américaines de 1 dollar de l'innovation américaine (en anglais : American Innovation $1 Coins) sont une série de cinquante-sept pièces d'un dollar américain dont l'émission est planifiée par l'United States Mint entre 2018 à 2032. Il est prévu que chaque membre de la série présente une innovation, un innovateur ou un groupe d'innovateurs d'un État ou d'un territoire particulier, tandis que l'avers représente la statue de la Liberté. Une pièce introductive a été émise en 2018 pour faire connaître le programme. Puis, les pièces seront émises au rythme de quatre par an — par ordre d'entrée des États dans l'Union — puis la capitale, (Washington), et finalement les territoires des États-Unis (Porto Rico, Guam, Samoa américaines, Îles Vierges des États-Unis, et Îles Mariannes du Nord).

## Contexte
La législation autorisant le programme de pièces de 1 dollar pour l'innovation américaine est approuvée par le Sénat des États-Unis le 20 juin 2018, modifiant un projet de loi antérieur de la Chambre des représentants, et le projet de loi amendé par le Sénat est approuvé par la Chambre des représentants des États-Unis le 27 juin 2018,. Il est promulgué par le président Donald Trump le 18 juillet 2018,. Le programme est officiellement lancé le 14 décembre 2018, avec la mise en circulation d'une pièce de monnaie spéciale d'introduction commémorant la signature par George Washington du premier brevet américain ayant force de loi, pour une nouvelle méthode de fabrication de la potasse et de la cendre perlière,. Toutefois, ces pièces ne sont pas mises en circulation et ne sont disponibles qu'à un prix élevé dans des sacs et des rouleaux provenant directement de la Monnaie des États-Unis,. Les pièces belle épreuve portent le différent « P » ou « D », indiquant qu'elles ont été frappées respectivement à la Monnaie de Philadelphie ou à la Monnaie de Denver. Les pièces brillant universel frappées pour les collectionneurs portent la marque « S » de la Monnaie de San Francisco.
Quatre nouvelles pièces seront émises chaque année pour « célébrer les innovations et les innovateurs » de chacun des cinquante États, du district de Columbia et des cinq territoires américains (Porto Rico, Guam, Samoa américaines, Îles Vierges américaines et Îles Mariannes du Nord),. Toutes les pièces émises dans le cadre de ce programme ont le même dessin à l'avers, représentant la statue de la Liberté, et contiendront les mots « In God We Trust » et « 1 $ ».

## Les dessins par innovation

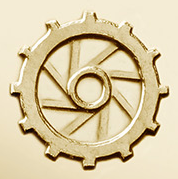
La marque qui apparaît sur les pièces depuis 2019.

Les pièces sont émises avec des motifs qui symbolisent « la volonté d'explorer, de découvrir et de créer sa propre destinée », selon la description de la Monnaie américaine. Le programme présente une innovation, un innovateur ou un groupe d'innovateurs de chaque État ou territoire dans des finitions brillant universel et belle épreuve,.
En 2019, une marque privée est ajoutée à l'avers de la pièce sous la mention « In God We Trust ».
| An   | N° | Site                        | Innovation                                    | Source | Description revers | Date de sortie    | Frappe       | Frappe       | Frappe        |
| An   | N° | Site                        | Innovation                                    | Source | Description revers | Date de sortie    | Denver       | Philadelphie | San Francisco |
| ---- | -- | --------------------------- | --------------------------------------------- | ------ | --- | ----------------- | ------------ | ------------ | ------------- |
| 2018 | 1  | Introductif                 | Premier brevet                                | [ 12 ] | Design introductif Signature de George Washington. | 14 décembre 2018  | 2 143 925    | 2 148 525    | 316 171       |
| 2019 | 2  | Delaware                    | Annie Jump Cannon                             | [ 13 ] | Silhouette de l'astronome américaine avec un ciel nocturne étoilé                                                                                        | 19 septembre 2019 | 866 850      | 866 400      | 297 773       |
| 2019 | 3  | Pennsylvanie                | Vaccin contre la poliomyélite                 | [ 14 ] | Un microscope et un poliovirus | 24 octobre 2019   | 884 000      | 886 325      | 297 863       |
| 2019 | 4  | New Jersey                  | Ampoule électrique                            | [ 15 ] | Ampoule d'Edison | 21 novembre 2019  | 334 500      | 310 675      | 297 528       |
| 2019 | 5  | Géorgie                     | Jardins botaniques de la Côte de Géorgie (en) | [ 16 ] | Une main qui plante des graines, avec des plants d'oranger, de sassafras, de raisins, de mûrier blanc, lin, pêche et olive.                              | 19 décembre 2019  | 399 900      | 368 475      | 297 748       |
| 2020 | 6  | Connecticut                 | Echelle de Gerber (instrument de géométrie)   | [ 17 ] | L'échelle de Gerber utilisée pour agrandir une représentation de l'état du Connecticut                                                                   | 21 juillet 2020   | 440 771      | 438 209      | 155 475       |
| 2020 | 7  | Massachusetts               | Téléphone                                     | [ 18 ] | Cadran de téléphone. | 29 octobre 2020   | 436 750      | 436 825      | 155 141       |
| 2020 | 8  | Maryland                    | Téléscope spatial Hubble                      | [ 19 ] | Le télescope spatial en orbite autour de la Terre. | 23 novembre 2020  | 438 700      | 434 454      | 155 250       |
| 2020 | 9  | Caroline du Sud             | Septima Poinsette Clark                       | [ 20 ] | Septima Clark marchant avec des étudiants afro-américains.                                                                                               | 19 janvier 2021   | 432 850      | 397 800      | 154 716       |
| 2021 | 10 | New Hampshire               | Console de jeu vidéo                          | [ 21 ] | Jeu de handball (Brown box) | 6 juin 2021       | 453 825      | 453 800      | 132 210       |
| 2021 | 11 | Virginie                    | Pont-tunnel de Chesapeake Bay                 | [ 22 ] | Coupe transversale du tunnel de la baie de Chesapeake | 27 juillet 2021   | 454 100      | 452 025      | 132 210       |
| 2021 | 12 | New York                    | Canal Érié                                    | [ 23 ] | Un packet boat remorqué sur le canal Érié | 31 août 2021      | 451 250      | 451 125      | 132 210       |
| 2021 | 13 | Caroline du Nord            | Innovation dans l'enseignement supérieur      | [ 24 ] | Une lampe de la connaissance sur une pile de livres avec « première université publique » sur le livre du milieu et des rameaux d'olivier sur les côtés. | 12 octobre 2021   | 453 125      | 453 675      | 132 210       |
| 2022 | 14 | Rhode Island                | Reliance (yacht)                              | [ 25 ] | Le yacht Reliance de Nathanael Herreshoff à pleine vitesse dans les eaux du Rhode Island bordé d'une corde évoquant la scène nautique.                   | 23 février 2022   | 453 650      | 452 575      | 120 165       |
| 2022 | 15 | Vermont                     | Snowboard                                     | [ 26 ] | Un snowboarder effectuant une figure sur fond d'horizon hivernal montagneux inspiré des paysages du Vermont.                                             | 26 avril 2022     | 463 116      | 451 750      | 120 165       |
| 2022 | 16 | Kentucky                    | Bluegrass du Kentucky                         | [ 27 ] | Un banjo | 28 juin 2022      | 450 900      | 451 350      | 120 165       |
| 2022 | 17 | Tennessee                   | Tennessee Valley Authority                    | [ 28 ] | Une ferme du Tennessee avec des lignes électriques nouvellement installées le long de la route.                                                          | 30 août 2022      | 452 200      | 452 050      | 120 165       |
| 2023 | 18 | Ohio                        | Chemin de fer clandestin                      | [ 29 ] | Deux mains jointes, le bras supérieur tirant le bras inférieur, brisant la chaîne attachée à la manille sur le bras inférieur.                           | 30 janvier 2023   | 421 400      | 319 800      | 141 500       |
| 2023 | 19 | Louisiane                   | Higgins boat                                  | [ 30 ] | Un Higgins boat avec sa rampe de débarquement ouverte sur une plage                                                                                      | 10 avril 2023     | 467 000      | 501 800      | 141 500       |
| 2023 | 20 | Indiana                     | Industrie automobile                          | [ 31 ] | Une des premières voitures à essence, une voiture classique et une voiture de course moderne de type Indy                                                | 2023              | à déterminer |              | à déterminer  |
| 2023 | 21 | Mississippi                 | Transplantation pulmonaire                    | [ 32 ] | Une paire de poumons humains avec une paire de pinces passées d'une main à l'autre                                                                       | 2023              | à déterminer | à déterminer | à déterminer  |
| 2024 | 22 | Illinois                    | à déterminer                                  |        | à déterminer | à déterminer      | à déterminer | à déterminer | à déterminer  |
| 2024 | 23 | Alabama                     | à déterminer                                  |        | à déterminer | à déterminer      | à déterminer | à déterminer | à déterminer  |
| 2024 | 24 | Maine                       | à déterminer                                  |        | à déterminer | à déterminer      | à déterminer | à déterminer | à déterminer  |
| 2024 | 25 | Missouri                    | à déterminer                                  |        | à déterminer | à déterminer      | à déterminer | à déterminer | à déterminer  |
| 2025 | 26 | Arkansas                    | à déterminer                                  |        | à déterminer | à déterminer      | à déterminer | à déterminer | à déterminer  |
| 2025 | 27 | Michigan                    | à déterminer                                  |        | à déterminer | à déterminer      | à déterminer | à déterminer | à déterminer  |
| 2025 | 28 | Floride                     | à déterminer                                  |        | à déterminer | à déterminer      | à déterminer | à déterminer | à déterminer  |
| 2025 | 29 | Texas                       | à déterminer                                  |        | à déterminer | à déterminer      | à déterminer | à déterminer | à déterminer  |
| 2026 | 30 | Iowa                        | à déterminer                                  |        | à déterminer | à déterminer      | à déterminer | à déterminer | à déterminer  |
| 2026 | 31 | Wisconsin                   | à déterminer                                  |        | à déterminer | à déterminer      | à déterminer | à déterminer | à déterminer  |
| 2026 | 32 | Californie                  | à déterminer                                  |        | à déterminer | à déterminer      | à déterminer | à déterminer | à déterminer  |
| 2026 | 33 | Minnesota                   | à déterminer                                  |        | à déterminer | à déterminer      | à déterminer | à déterminer | à déterminer  |
| 2027 | 34 | Oregon                      | à déterminer                                  |        | à déterminer | à déterminer      | à déterminer | à déterminer | à déterminer  |
| 2027 | 35 | Kansas                      | à déterminer                                  |        | à déterminer | à déterminer      | à déterminer | à déterminer | à déterminer  |
| 2027 | 36 | Virginie-Occidentale        | à déterminer                                  |        | à déterminer | à déterminer      | à déterminer | à déterminer | à déterminer  |
| 2027 | 37 | Nevada                      | à déterminer                                  |        | à déterminer | à déterminer      | à déterminer | à déterminer | à déterminer  |
| 2028 | 38 | Nebraska                    | à déterminer                                  |        | à déterminer | à déterminer      | à déterminer | à déterminer | à déterminer  |
| 2028 | 39 | Colorado                    | à déterminer                                  |        | à déterminer | à déterminer      | à déterminer | à déterminer | à déterminer  |
| 2028 | 40 | Dakota du Nord              | à déterminer                                  |        | à déterminer | à déterminer      | à déterminer | à déterminer | à déterminer  |
| 2028 | 41 | Dakota du Sud               | à déterminer                                  |        | à déterminer | à déterminer      | à déterminer | à déterminer | à déterminer  |
| 2029 | 42 | Montana                     | à déterminer                                  |        | à déterminer | à déterminer      | à déterminer | à déterminer | à déterminer  |
| 2029 | 43 | Washington                  | à déterminer                                  |        | à déterminer | à déterminer      | à déterminer | à déterminer | à déterminer  |
| 2029 | 44 | Idaho                       | à déterminer                                  |        | à déterminer | à déterminer      | à déterminer | à déterminer | à déterminer  |
| 2029 | 45 | Wyoming                     | à déterminer                                  |        | à déterminer | à déterminer      | à déterminer | à déterminer | à déterminer  |
| 2030 | 46 | Utah                        | à déterminer                                  |        | à déterminer | à déterminer      | à déterminer | à déterminer | à déterminer  |
| 2030 | 47 | Oklahoma                    | à déterminer                                  |        | à déterminer | à déterminer      | à déterminer | à déterminer | à déterminer  |
| 2030 | 48 | Nouveau-Mexique             | à déterminer                                  |        | à déterminer | à déterminer      | à déterminer | à déterminer | à déterminer  |
| 2030 | 49 | Arizona                     | à déterminer                                  |        | à déterminer | à déterminer      | à déterminer | à déterminer | à déterminer  |
| 2031 | 50 | Alaska                      | à déterminer                                  |        | à déterminer | à déterminer      | à déterminer | à déterminer | à déterminer  |
| 2031 | 51 | Hawaï                       | à déterminer                                  |        | à déterminer | à déterminer      | à déterminer | à déterminer | à déterminer  |
| 2031 | 52 | Washington                  | à déterminer                                  |        | à déterminer | à déterminer      | à déterminer | à déterminer | à déterminer  |
| 2031 | 53 | Porto Rico                  | à déterminer                                  |        | à déterminer | à déterminer      | à déterminer | à déterminer | à déterminer  |
| 2032 | 54 | Guam                        | à déterminer                                  |        | à déterminer | à déterminer      | à déterminer | à déterminer | à déterminer  |
| 2032 | 55 | Samoa américaines           | à déterminer                                  |        | à déterminer | à déterminer      | à déterminer | à déterminer | à déterminer  |
| 2032 | 56 | Îles Vierges des États-Unis | à déterminer                                  |        | à déterminer | à déterminer      | à déterminer | à déterminer | à déterminer  |
| 2032 | 57 | Îles Mariannes du Nord      | à déterminer                                  |        | à déterminer | à déterminer      | à déterminer | à déterminer | à déterminer  |